# Musik i Japan
Musik i Japan är såväl traditionell japansk musik som nyare inhemsk eller annan musik utförd av japanska musiker. Den inhemska musiken har en rik tradition och består av konstmusik/hovmusik, scenkonst med musik och av folkmusik. Det japanska ordet för musik är 音楽 ongaku, som kombinerar kanjitecknen 音 on ljud och 楽 gaku, som betyder tonupplevelse.

## Traditionell japansk musik

### Några viktiga instrument

#### Blåsinstrument
- Hichiriki – en slags oboe (dubbelt rörblad) med en kraftigt skärande ton. Viktig i Gagaku.
- Sho – munorgel, används i Gagaku.
- Ryuteki – flöjt.
- Shakuhachi – bambuflöjt

#### Stränginstrument
- Shamisen – ett gitarrliknande instrument med tre strängar, som spelas med plektrum
- Koto – en liggande harpa med 13 strängar.
- Biwa – en typ av luta
- Kokyu – kinesisk violin

#### Slagverk
Trummor som används i Gagaku och No-teater:
- Kakko
- Taiko
- Kotsuzumi mindre
- Otsuzumi stor

### Konstmusik
- Gagaku är hovmusik, som är 1200 år gammal, och som har rötter ännu tidigare i kinesisk musik.

- Bugaku är samma sorts musik som gagaku, men är ackompanjemang till dans.
- No-teater är en slags föreställning, där musik, teater och dans är integrerade.
- Shomyo är buddhistmunkarnas sång

### Teaterföreställningar med musik
- Kabuki är en typ av teater med rötter från  1600-talet.
- Bunraku är dockteater.

### Folkmusik
Japan har ett rikt folkmusikarv. Musiken användes under festligheter, bröllop och vardagslivet. Sången är central, men folkmusiken använde även instrument som flöjter, slagverk, och shamisen.

### Tonsystem
Japansk musik bygger oftast på pentatoniska skalor och har gärna moll-karaktär. En skaltyp som e,f,a,h,c,e är exempelvis helt vanlig.

## Modern japansk musik

### Japansk popmusik
Populärmusik i Japan omfattar många genrer, exempelvis J-pop

### Japansk samtida musik
Den mest kände japanske moderna kompositören är Toru Takemitsu.